# Referèndum constitucional de Niue de 2024
Se celebrarà un referèndum constitucional a Niue el 31 d'agost de 2024. S'han proposat fins a quatre esmenes a la constitució, que es votaran separadament.

## Rerefons
La primera lectura de les esmenes constitucionals es va fer el març de 2024, en ser aprovades totes quatre per l'Assemblea. Tot i que el primer ministre Dalton Tagelagi havia proposat procedir directament a una segona lectura, l'Assemblea va decidir derivar-les al Comitè de Revisió Constitucional. La segona lectura va ser aprovada al maig del mateix any. L'aprovació va donar lloc a un període obligat de 13 setmanes durant el qual es van realitzar consultes públiques.
Després de les consultes en 13 dels 14 municipis, les proposicions de llei van passar una tercera lectura a principis d'agost.

## Esmenes proposades
Les quatre esmenes proposades són:
- Canviar el títol del cap de govern de premier a primer ministre.
- Estendre el termini de la legislatura de l'Assemblea de Niue de tres a quatre anys.
- Incrementar la mida del gabinet de govern de quatre a sis membres.
- Identificar el controlador i auditor general de Nova Zelanda com a l'auditor oficial del país en detriment d'una referència genèrica a l'Oficina d'Auditoria de Nova Zelanda.